# Michael Tarnat
Michael Tarnat (Hilden, 27 ottobre 1969) è un ex calciatore tedesco, di ruolo difensore o centrocampista.
Con il Bayern Monaco, in cui militò per sei anni, vinse quattro titoli di Bundesliga, tre Coppe di Germania, quattro Coppe di Lega tedesca, una UEFA Champions League e una Coppa Intercontinentale.

## Palmarès

### Club

#### Competizioni nazionali
- Campionato tedesco: 4

Bayern Monaco: 1998-1999, 1999-2000, 2000-2001, 2002-2003
- Coppa di Germania: 3

Bayern Monaco: 1997-1998, 1999-2000, 2002-2003
- Coppa di Lega tedesca: 4

Bayern Monaco: 1997, 1998, 1999, 2000

#### Competizioni internazionali
- UEFA Champions League: 1

Bayern Monaco: 2000-2001
- Coppa Intercontinentale: 1

Bayern Monaco: 2001
- Coppa Intertoto UEFA: 1

Karlsruhe: 1996

## Statistiche

### Cronologia presenze e reti in nazionale
| Cronologia completa delle presenze e delle reti in nazionale ― Germania | Cronologia completa delle presenze e delle reti in nazionale ― Germania | Cronologia completa delle presenze e delle reti in nazionale ― Germania | Cronologia completa delle presenze e delle reti in nazionale ― Germania | Cronologia completa delle presenze e delle reti in nazionale ― Germania | Cronologia completa delle presenze e delle reti in nazionale ― Germania | Cronologia completa delle presenze e delle reti in nazionale ― Germania | Cronologia completa delle presenze e delle reti in nazionale ― Germania |
| Data                                                                    | Città                                                                   | In casa                                                                 | Risultato                                                               | Ospiti                                                                  | Competizione                                                            | Reti                                                                    | Note                                                                    |
| ----------------------------------------------------------------------- | ----------------------------------------------------------------------- | ----------------------------------------------------------------------- | ----------------------------------------------------------------------- | ----------------------------------------------------------------------- | ----------------------------------------------------------------------- | ----------------------------------------------------------------------- | ----------------------------------------------------------------------- |
| 9-10-1996                                                               | Erevan                                                                  | Armenia                                                                 | 1 – 5                                                                   | Germania                                                                | Qual. Mondiali 1998                                                     | -                                                                       | 74’                                                                     |
| 9-11-1996                                                               | Norimberga                                                              | Germania                                                                | 1 – 1                                                                   | Irlanda del Nord                                                        | Qual. Mondiali 1998                                                     | -                                                                       |                                                                         |
| 14-12-1996                                                              | Porto                                                                   | Portogallo                                                              | 0 – 0                                                                   | Germania                                                                | Qual. Mondiali 1998                                                     | -                                                                       | 84’                                                                     |
| 30-4-1997                                                               | Brema                                                                   | Germania                                                                | 2 – 0                                                                   | Ucraina                                                                 | Qual. Mondiali 1998                                                     | -                                                                       | 84’                                                                     |
| 10-9-1997                                                               | Dortmund                                                                | Germania                                                                | 4 – 0                                                                   | Armenia                                                                 | Qual. Mondiali 1998                                                     | -                                                                       | 66’                                                                     |
| 11-10-1997                                                              | Hannover                                                                | Germania                                                                | 4 – 3                                                                   | Albania                                                                 | Qual. Mondiali 1998                                                     | -                                                                       | 60’                                                                     |
| 15-11-1997                                                              | Düsseldorf                                                              | Germania                                                                | 3 – 0                                                                   | Sudafrica                                                               | Amichevole                                                              | -                                                                       | 78’                                                                     |
| 22-2-1998                                                               | Riad                                                                    | Arabia Saudita                                                          | 0 – 3                                                                   | Germania                                                                | Amichevole                                                              | -                                                                       |                                                                         |
| 25-3-1998                                                               | Stoccarda                                                               | Germania                                                                | 1 – 2                                                                   | Brasile                                                                 | Amichevole                                                              | -                                                                       | 67’                                                                     |
| 22-4-1998                                                               | Colonia                                                                 | Germania                                                                | 1 – 0                                                                   | Nigeria                                                                 | Amichevole                                                              | -                                                                       |                                                                         |
| 27-5-1998                                                               | Helsinki                                                                | Finlandia                                                               | 0 – 0                                                                   | Germania                                                                | Amichevole                                                              | -                                                                       |                                                                         |
| 5-6-1998                                                                | Mannheim                                                                | Germania                                                                | 7 – 0                                                                   | Lussemburgo                                                             | Amichevole                                                              | -                                                                       | 46’                                                                     |
| 21-6-1998                                                               | Lens                                                                    | Germania                                                                | 2 – 2                                                                   | Jugoslavia                                                              | Mondiali 1998 - 1º turno                                                | -                                                                       | 67’                                                                     |
| 25-6-1998                                                               | Montpellier                                                             | Germania                                                                | 2 – 0                                                                   | Iran                                                                    | Mondiali 1998 - 1º turno                                                | -                                                                       | 76’                                                                     |
| 29-6-1998                                                               | Montpellier                                                             | Germania                                                                | 2 – 1                                                                   | Messico                                                                 | Mondiali 1998 - Ottavi di finale                                        | -                                                                       | 77’                                                                     |
| 4-7-1998                                                                | Lione                                                                   | Germania                                                                | 0 – 3                                                                   | Croazia                                                                 | Mondiali 1998 - Quarti di finale                                        | -                                                                       | 37’                                                                     |
| 2-9-1998                                                                | Ta' Qali                                                                | Malta                                                                   | 1 – 2                                                                   | Germania                                                                | Amichevole                                                              | -                                                                       | 46’                                                                     |
| 5-9-1998                                                                | Ta' Qali                                                                | Romania                                                                 | 1 – 1                                                                   | Germania                                                                | Amichevole                                                              | -                                                                       | 46’                                                                     |
| 14-10-1998                                                              | Chișinău                                                                | Moldavia                                                                | 1 – 3                                                                   | Germania                                                                | Qual. Euro 2000                                                         | -                                                                       |                                                                         |
| Totale                                                                  |                                                                         | Presenze                                                                | 19                                                                      |                                                                         | Reti                                                                    | 0                                                                       |                                                                         |